# فوت (وحدة قياس)

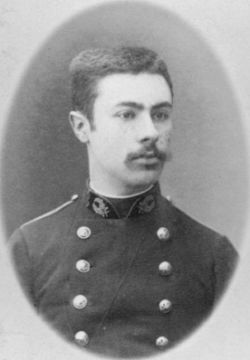
المهندس وعالم الفيزياء الفرنسي أندريه بلونديل

الفوت (ph) هي وحدة قياس ضوئية، فهي وحدة قياس الاستضاءة، أي التدفق الضوئي في منطقة ما. الوحدة لا تنتمي إلى نظام الوحدات الدولي، لكنها ضمن نظام وحدات سنتيمتر غرام ثانية. 

تمت صياغة الوحدة من قبل المهندس وعالم الفيزياء الفرنسي أندريه بلونديل في عام 1921.

## الصيغ والمعادلات
التكافؤ القياسي:
{\displaystyle 1\ \mathrm {phot} =1\ {\frac {\mathrm {lumen} }{\mathrm {centimeter} ^{2}}}=10,000\ {\frac {\mathrm {lumens} }{\mathrm {meter} ^{2}}}=10,000\ \mathrm {lux} =10\ \mathrm {kilolux} }
الأبعاد المترية:
الاستضاءة = شدة الإضاءة x الزاوية المجسمة/ طول2

## وصلات خارجية
- محول الاستضاءة
- مكتبة الوحدات والثوابت: كمية الإضاءة